# Флейчук, Мария Игоревна
Мария Игоревна Флейчук (укр. Марія Ігорівна Флейчук; р. 7 января 1979, Львов, УССР) — украинский ученый, экономист, педагог, доктор экономических наук, профессор. Специалист в области детенизации экономики, экономической безопасности государства и международных экономических отношений.

## Биография
Родилась в городе Львове. В 2001 г. окончила Львовскую коммерческую академию Укоопсоюза по специальности "Международные экономические отношения", получив квалификацию экономиста со знанием иностранных языков.
В 2001-2004 гг. являлась соискателем ученой степени при кафедре международных экономических отношений Львовской коммерческой академии, после чего успешно защитила диссертацию на соискание ученой степени кандидата экономических наук на тему "Методы оценки и основы противодействия иллегализации переходных экономик в условиях глобализации".
В 2009 г. окончила докторантуру Национального института стратегических исследований при Президенте Украины. В 2010 г. в Национальном институте проблем международной безопасности при Совете национальной безопасности и обороны Украины в Киеве успешно защитила диссертацию на соискание ученой степени доктора экономических наук по специальности "Экономическая безопасность государства" на тему "Теоретико-методологические основы детенизации экономики и противодействия коррупции в Украине в условиях глобализации".
С 2001 г. работает на кафедре международных экономических отношений Львовского торгово-экономического университета, с 2006 г. - на должности доцента, с 2011 г. - профессора. Являлась научным сотрудником Регионального филиала Национального института стратегических исследований во Львове, профессором Высшей школы предпринимательства и управления в Люблине и Гуманитарно-экономической академии в Лодзи. С 2018 по 2024 год была профессором кафедры маркетинга факультета экономики и менеджмента Львовского национального университета ветеринарной медицины и биотехнологий имени Степана Гжицкого. С 2024 года является профессором кафедры маркетинга Львовского торгово-экономического университета.
Является автором нескольких сотен научных и научно-методических публикаций, учебных пособий и монографий. Руководит подготовкой аспирантов, под ее руководством защищено более дюжины диссертаций на соискание ученой степени кандидата экономических наук и две диссертации на соискание ученой степени доктора экономических наук.
Являлась членом совета по защите диссертаций на соискание ученых степеней кандидата и доктора экономических наук при Львовском торгово-экономическом университете.
В 2016 г. избрана академиком Академии наук высшей школы Украины.

## Научная специализация
Основные научные исследования сосредоточены  в области детенизации экономики, экономической безопасности государства и международных экономических отношений. Занимается теоретическими вопросами легализации экономики и противодействия коррупции в системе экономической безопасности, влияния теневого сектора и коррупции на экономические системы различных уровней, вопросами взаимообусловленности тенизации, коррупции и показателей роста экономики, совершенствования системы борьбы с контрабандой и злоупотреблениями в таможенной сфере и др.
Исследует вопросы обоснования структурных изменений на региональном и международном уровнях, методические подходы к оценке уровня экономической безопасности страны и региона, внешне- и внутриэкономические предпосылки конкурентоспособности экономики, направления интенсификации украинско-белорусских и украинско-польских связей приграничных регионов, проблемы институционального совершенствования процессов международной трудовой миграции в условиях углубления евроинтеграции и др.

## Наиболее цитируемые публикации
- Флейчук М.І. Легалізація економіки та протидія корупції у системі економічної безпеки: теоретичні основи та стратегічні пріоритети в умовах глобалізації. - Львів: Ахіл, 2008.
- Флейчук М.І. Вплив тіньового сектора та корупції на економічні системи // Економіка і прогнозування. - 2009. - №2.
- Флейчук М.І. Вплив зовнішніх запозичень на соціально-економічний розвиток посттрансформаційних країн // Економіка України. - 2010. - №1.
- Флейчук М.І. Взаємообумовленість тінізації, корупції і показників зростання економіки // Економічний простір. - 2010. - №36.
- Флейчук М.І. Стратегія економічного розвитку України в умовах кризи // Бюлетень Міжнародного Нобелівського економічного форуму. - 2012. - №1.